# Арена Гремио
«Арена Гремио» (порт. Arena do Grêmio, Арена ду Гремио) — многофункциональный стадион, находящийся в бразильском городе Порту-Алегри и являющийся домашней ареной футбольного клуба «Гремио». Открыт 8 декабря 2012 года концертом и товарищеским матчем против немецкого клуба «Гамбург». «Гремио» победил со счётом 2:1, повторив результат 1983 года, когда клубы встречались между собой в финале Межконтинентального кубка.

## История

### Предыстория
В середине 2000-х годов в руководстве «Гремио» возникла идея о строительстве нового стадиона, который бы принимал матчи «трёхцветных». Идея была реализована в 2006 году, когда была технически обоснована возможность строительства. Цель заключалась в том, чтобы построить полностью самостоятельный стадион, в отличие от тогдашнего «Олимпико Монументал». В мае 2006 года президентом «Гремио» был разработан план, и он же официально возглавил проект. В те дни началось обсуждение места строительства — или оно бы находилось на месте нынешнего «Олимпико», или в новом месте. В ноябре 2006 года, чтобы решить этот вопрос, вместе с голландской компанией Amsterdam Advisory Arena было проведено предварительное технико-экономическое исследование возможности строительства нового стадиона. Был сделан вывод о том, что «Олимпико» не сможет соответствовать ожиданиям клуба из-за высокой стоимости обслуживания, возраста сооружения, низкого уровня комфорта, безопасности и услуг, недостаточного количества парковочных мест и расположения в заселённом районе. Сочетание этих факторов заставило клуб склониться к строительству арены, при финансовой поддержке партнёров, соответствующей требованиям ФИФА.

### Подготовка к строительству
В 2007 году с целью привлечения к проекту компаний было подготовлено письмо для заинтересованных сторон. Единственными заинтересованными в этом предложении были строительные компании OAS и «Одебрехт». Первые предложили консорциум с компанией TBZ, владельцем стадионов. В течение двадцати лет 65 % доходов будут уходить на развитие стадиона «Гремио», а остальные 35 % — консорциуму. Вторые согласились с условием, что прибыль будет уходить каждой стороне. В марте 2008 года было выбрано предложение OAS. Некоторое время до того застройщик нарушил условия партнёрства с TBZ. Гарантии продолжения финансирования строительства были даны банком «Efisa», который позже был заменен «Banco Santander». В строительстве арены OAS по-прежнему сотрудничал с четырьмя партнерами, за исключением TBZ, который был признан банкротом: «Veirano Advogados», «Banco Santander», «Plarq Arquitetura» и «Gismarket». 18 декабря 2008 года OAS подписал контракт с «Гремио» о строительстве арены.
Ввиду невозможности создания финансово привлекательного места на территории стадиона «Олимпико» в качестве площадки для строительства арены была выбрана земля в окрестностях Умаиты в Порту-Алегри. 17 декабря 2008 года в Консультативном совете «Гремио» было утверждено подписание контракта с OAS и официальное начало строительства.
Для продолжения проекта в структуре клуба была создана специальная комиссия. Первоначально в неё входили семь представителей клуба — Адалберто Прейс (глава комиссии), Пауло Одоне, Алешандре Грендене, Теодоро Педротти, Саул Бердичевски, Мауро Кнайиник и Питер Стритс. В сентябре 2010 года членами были Адалберто Прейс, Эвандро Кребс, Жералдо Ногейра да Гама, Мауро Крайиник, Педро Руас, Саул Бердичевски и Теодоро Педротти. Только 24 августа 2010 года она была признана в качестве компании Торговым советом штата Риу-Гранди-ду-Сул, тем самым её деятельность была признана законной. Её цель заключалась в регулировании и продолжении процесса. Тем не менне, Пауло Одоне вышел из группы в феврале 2009 года, заявив, что он «уходит» и что «они (он и остальные члены комиссии) принимают на себя удар». По словам Одоне, когда он ещё был президентом клуба, «„Арена“ будет лучшим стадионом в мире», так как превосходит стандартные требования ФИФА и УЕФА для пятизвёздочных стадионов.
Проект был утвержден 29 декабря 2008 года в Городском совете Порту-Алегри в соответствии с генеральным планом города. В октябре 2009 года площадь «Арены», приобретённая за 50 миллионов реалов, была увеличена. Строительство, однако, началось после разрешения мэрии.
По словам Адалберто Прейса, финансирование «Арены» будет состоять на 55 % из капитала OAS, а 45 % будет выплачено в течение семи лет. Управляющий компании, основным акционером которой является «Гремио», будет заботиться о доходах, поступающих от «Арены» (за исключением тех, что будут получены от рекламы) и оплачивать финансирование. OAS, которая имеет самую малую долю, будет совместно управлять ей. В течение семи лет финансирования клуб будет получать восемь миллионов реалов, которые будут корректироваться ежегодно. После семи лет клуб будет получать шестнадцать миллионов реалов в год. И по-прежнему, по словам Прейса, остальные финансовые операции будет контролировать руководство «Гремио».
У финансовых партнёров останется право наблюдать за играми на «Арене» так, как это делалось на «Олимпико Монументал», по сообщению газеты Zero Hora в сентябре 2010 года. Однако, репортёр Диего Оливье заявил в декабре 2009 года, что партнёры должны были оплатить приглашение, подобно другим болельщикам клуба, в дополнение к ежемесячной плате. Однако, Адалберто Прейс сказал: «Сегодня члены платят ежемесячный взнос, входят в клуб болельщиков, которые посещают „Олимпико“, и „Гремио“ платит этот взнос. Почему это не может продолжаться и на „Арене“?. Здесь клуб будет платить сам за себя, а издержки будут отчисляться управляющей компании. Это вопрос координации действий, баланса, за которым будет следить руководство клуба, и таково решение клуба.»
По словам Адалберто Прейса, к августу 2010 года не хватало только лицензии от мэрии города, чтобы начать работы. Председатель Комиссии по строительству стадиона подсчитал, что работа начнется в том же месяце. Даже учитывая прогноз Прейса, официально строительства нового стадиона не было начато до 20 сентября.

### Начало работ
В октябре 2009 года место строительства было огорожено забором. 13 мая 2010 года флагшток с флагом «Гремио» был поднят над площадкой.
Официальное начало работ состоялось 20 сентября 2010 года после того, как автоколонна покинула территорию стадиона «Олимпико Монументал». В тот же день, во время церемонии запуска строительства, Уго де Леон посадил кусочек травы с «Олимпико» на территории «Арены», после того, как он был доставлен на вертолёте.
В конце февраля 2011 года около трёхсот работников прекратили свою деятельность, требуя повышения заработной платы, условия труда и жилья, чтобы их отпустили навестить свою семью — многие из них были с северо-востока страны, — и более длительный отдых.
9 марта 2011 года чиновники из OAS, которые участвовали в забастовке 24 февраля и победили в голосовании, приняли предложение подрядчика и решили вернуться к работе.

### Дополнительно
На собрании, проведённом 29 августа 2011 года Совещательный совет «Гремио» утвердил поправку к контракту на строительство «Арены» между клубом и OAS. Более 200 наблюдателей присутствовало на собрании, где было принято решение увелить вместимость «Арены», которая выросла с 54 000 до 60 500 зрителей, увеличив затраты на работу на 65 миллионов реалов и возможную выручку от продажи билетов в течение семи первых лет с открытия стадиона.

## Конструкция
На экране установлено два экрана, расстояние между местами для зрителей и боковой линией составляет 10 метров, вместимость составляет 60 540 зрителей, трибуны имеют максимальный наклон, разрешенный ФИФА, что подразумевает возможность их расширения в будущем. Все трибуны оборудованы козырьками и креслами. Зрительские места поделены на четыре класса: дешёвые с креслами (внизу), средние с креслами (золотые места), в среднем дорогие с кабинками (VIP-сектора), а также наиболее дорогие с креслами (вверху). Ближайшие к полю трибуны располагаются в 10 метрах, в отличие от 40,7 метров на «Олимпико Монументал».